# Dechy
Dechy é uma comuna francesa na região administrativa de Altos da França, no departamento do Norte. Estende-se por uma área de 9.27 km². Em 2010 a comuna tinha 5 396 habitantes (densidade: 582,1 hab./km²).